# Ciclismo nos Jogos Olímpicos de Verão de 1896 - Contra o relógio masculino
A prova Contra o relógio do ciclismo nos Jogos Olímpicos de Verão de 1896 ocorreu no dia 11 de abril. Oito ciclistas disputaram a prova, que consistia em correr a distância de 333 metros no menor tempo possível.

## Medalhistas
| Ouro   | FRA Paul Masson            |
| Prata  | GRE Stamatios Nikolopoulos |
| Bronze | AUT Adolf Schmal           |

## Resultados
| Pos. | Atleta                     | Tempo  |
| ---- | -------------------------- | ------ |
|      | FRA Paul Masson            | 24.0 s |
| 2    | GRE Stamatios Nikolopoulos | 26.0 s |
| 2    | AUT Adolf Schmal           | 26.0 s |
| 4    | GBR Edward Battell         | 26.2 s |
| 5    | GBR Frederick Keeping      | 27.0 s |
| 5    | GER Theodor Leupold        | 27.0 s |
| 5    | FRA Léon Flameng           | 27.0 s |
| 8    | GER Joseph Rosemeyer       | 27.2 s |

Como Nikolopoulos e Schmal fizeram o mesmo tempo, os dois tiveram de correr novamente para decidir a medalha de bronze, dada ao terceiro colocado (ver nota abaixo).
| Pos. | Atleta                     | Tempo  |
| ---- | -------------------------- | ------ |
|      | GRE Stamatios Nikolopoulos | 25.4 s |
|      | AUT Adolf Schmal           | 26.6 s |